# Утинка (посёлок)
Утинка — посёлок в Тисульском районе Кемеровской области. Административный центр Утинского сельского поселения.

## География
Центральная часть населённого пункта расположена на высоте 216 метров над уровнем моря.

## Население
| 2010 |
| ---- |
| 441  |

### Половой состав
По данным Всероссийской переписи населения 2010 года, в посёлке Утинка проживает 441 человек (217 мужчин, 224 женщины).